# Muie
Muie (gaelică scoțiană A' Mhuigh) este un sat izolat din nord-estul Scoției.